# Richard Noel-Hill (4e baron Berwick)
Pour les articles homonymes, voir Noël (homonymie) et Hill.
Richard Noel-Hill, 4e baron Berwick d' Attingham (7 novembre 1774 - 28 septembre 1848), est un prêtre et noble britannique. 

## Biographie
Il est né dans la paroisse de St Martin-in-the-Fields, Covent Garden, Londres, Angleterre et y est baptisé le 11 novembre. 
Il est le fils de Noel Hill d'Attingham Park, qui est créé baron Berwick en 1784, et d'Anna Vernon. Il épouse Frances Maria Mostyn-Owen, fille de William Mostyn Owen et Rebecca Dod, le 16 janvier 1800 à St. Chad's, Shrewsbury. 
Richard Noel-Hill, 4e baron Berwick d'Attingham, est baptisé du nom de Richard Hill. Il fait ses études en 1787 à la Rugby School et est diplômé du St John's College de Cambridge en 1795 avec une maîtrise ès arts (MA). Il est ordonné diacre (1797) puis prêtre de l'Église d'Angleterre en 1798. Il est recteur en 1799 à la fois à Berrington, dans le Shropshire (jusqu'en 1845) et à Thornton-in-the-Moors, dans le Cheshire (jusqu'en 1846). Il est maire de Shrewsbury en 1824 . Le 19 mars 1824, il devient Richard Noel-Hill. Il hérite du titre de baron Berwick d'Attingham le 4 août 1842 à la mort de son frère William Noel-Hill (3e baron Berwick). 
En 1847, il est trésorier de l'infirmerie Salop à Shrewsbury. 
Il est décédé le 28 septembre 1848, âgé de 73 ans, à Attingham, et est enterré à l'église paroissiale d'Atcham, Shropshire, le 6 octobre. 